# Can Bou (Subirats)
Can Bou, que també s'havia anomenat Mas Fedó i Can Duran de la Casa Gran, és una masia en ruïnes de Subirats (Alt Penedès) situada a 1,2 km des de BV-2428 a l'alçada de Lavern, camí terrer al NE.

## Història
Les primeres notícies documentals són del segle xiv, quan era propietat de la família Carbó, molt important al terme, que posseïa també les masies de Can Bas i Can Batista. El 1478 era propietat de Macià Carbó, i era coneguda amb el nom de Mas Fedó. El 1522 consta la donació d'una peça de terra feta per Miquel Despalau a favor d'Antònia Duran, i el 1578 es signaren les capitulacions matrimonials entre Joan Llopart i Antònia Duran, on s'esmenta la masia. El 1726 la família Duran, propietària de la masia, que aleshores es coneixia com a Can Duran de la Casa Gran, vengué la finca a Ramon Ravella. El 1819, Francesc Carbó i Milà cedí tots els drets corresponents a l'heretat a Antoni Ravella i Busquets, per a què li perdonés un deute que havia contret el seu pare.
Aquesta gran propietat agrícola va passar a la seva neta Josepa Tos i Ravella, que es va casar amb Ramon d'Olzinelles i Romero va reservar els béns que va heretar del seu avi com a propis i parafernals, això és, sense que estiguessin inclosos al seu dot. Morí el 9 de desembre del 1867, i el seu fill Hermenegild d'Olzinelles i Tos va demandar el seu pare pels crèdits i drets que tenia sobre les finques de Can Ravella i Can Bou, passant a ser de la seva propietat. El 1883, el papa Lleó XIII li concedí el títol de comte d'Olzinelles, l'escut d'armes del qual es pot veure actualment a la façana de la capella de Sant Sebastià de Can Ravella. Finalment, l'heretat va passar al comte de Lavern.

## Descripció
Era una gran masia feta amb tàpia i pedra, ara sense sostre, en ruïnes. A la banda que dona al camí, a la dreta de la porta d'entrada, destaquen quatre contraforts. A l'extrem sud-oest destaca una construcció rectangular, que conserva un sostre a dues vessants que correspondria al celler; segurament és un dels últims annexos fets modernament. A l'extrem nord, en un cos afegit, hom llegeix la data de 1803.
A l'inventari de 1829 consta que la finca tenia una gran extensió de terres (87.274 m²), amb camps fruiters, bosc propi, camps d'oliveres, de vinyes i alguns pous. La masia era un edifici de grans dimensions, dotat de planta baixa, pis i golfes, tenia annex un celler de planta baixa, així com altres dependències a la banda posterior on hi havia la premsa. Igualment davant de la casa hi havia un cobert pels carruatges, un colomar, un galliner, una soll o cort de porcs; tots aquests annexos estaven coberts, la meitat amb una teulada i l'altra meitat amb un terrat amb balustrades totxo cuit, de 915 m². Hi havia un altre grup d'edificacions, que rebia el nom de pallissa, al cos central de la qual hi havia dos cellers amb els cups i on es trepitjava el raïm, a la planta baixa; a sobre es guardava la palla. Al costat hi havia un altre celler de planta baixa, així com unes altres trepitjadores i premses, tot plegat sobre una superfície de 244 m². També hi havia un altre edifici, el porxo de l'era, que era cobert i ocupava uns 62 m². El corral del bestiar tenia una part coberta, essent la resta un pati tancat, d'una superfície de 357 m².
Les ruïnes que avui s'observen són les de la masia tal com era el 1742, així com els annexos agrícoles que hi havia abans que quedés en estat ruïnós. Just abans del 1973, en què la masia s'abandona i comença el seu deteriorament fins al seu actual estat ruïnós, conservava, a la banda esquerra de l'habitatge, un escut de pedra, una carbonera coronada per una creu, així com una portada de pedra amb arc de mig punt. Sobre el portal hi havia una balconada amb barana de ceràmica que donava a l'edifici un aspecte senyorial. A la façana principal s'observen tres portals, tots ells de pedra tallada i arc de mig punt. Cada portal tenia un estil propi, com si la masia hagués anat assolint tres ampliacions successives. En el trespol de l'entrada del portal principal hi havia una inscripció on es llegia NOTO 1742, un rellotge de sol a la façana principal, que mirava al sud-oest, i un altre a la façana est.
Vers el 1884 es va construir una capella privada a la pairalia, dedicada a Santa Maria. Era d'una sola nau, amb teulada a dues vessants, un gran portal de totxo, amb un ull de bou a sobre, sense campanar.